# Koninklijke Munt van België

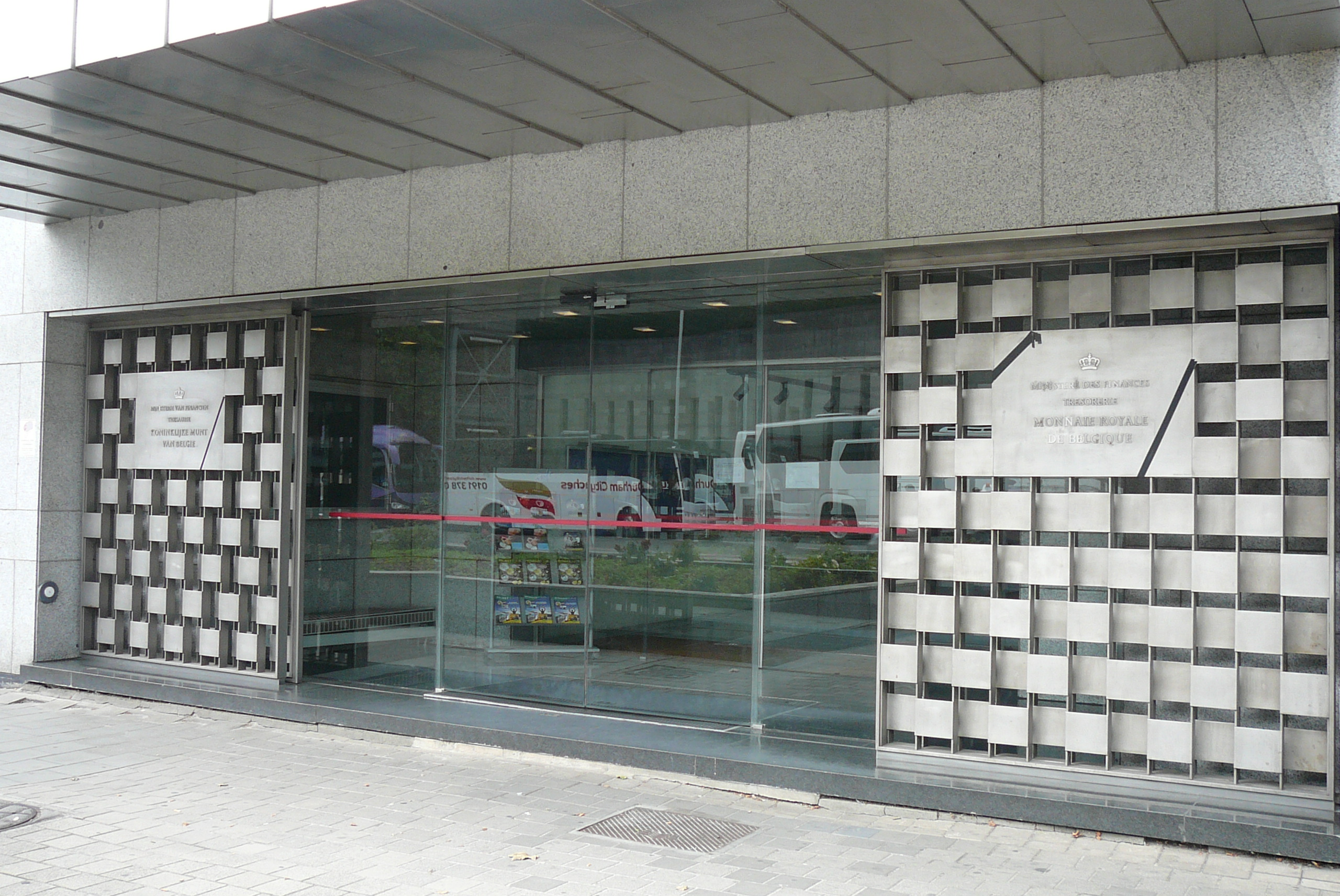
Ingang van het gebouw van de Koninklijke Munt van België

De Koninklijke Munt van België (Frans: Monnaie Royale de Belgique / Duits: Königliche Münze Belgien) is het enige munthuis in België dat de officiële euromunten van België mag slaan. Sinds 1969 heet het bedrijf Koninklijke Munt van België. De Munt slaat munten in opdracht van het Ministerie van Financiën en valt onder de bevoegdheid van de Minister van Financiën.
Sinds 2017 wordt het aanmunten uitbesteed aan de Koninklijke Nederlandse Munt in Utrecht tot minstens 31/12/2025. De Belgische koning blijft de uitgevende autoriteit. Sinds 2025 wordt het muntgeld verwerkt en opgeslagen in het cashcenter in Zellik.

## Tijdlijn
Tijdens het congres van Wenen in 1815 werden de Belgische en de Nederlandse provincies in één staat verenigd. België kwam zo onder het bewind van de Nederlandse koning Willem I.

### 1819
De wet van 19 mei 1819 had één muntadministratie voor het Verenigd Koninkrijk der Nederlanden ingesteld en een Munthuis in Brussel opgericht. Tussen 1819 en 1830 was het munthuis onderdeel van de Koninklijke Nederlandse Munt

### 1830
Op 23 september 1830 brak de revolutie uit in Brussel. Door deze opstand scheidde België zich af van de noordelijke provincies. Het Voorlopig Bewind riep de onafhankelijkheid uit op 4 oktober 1830. 

### 1832
Het onafhankelijk geworden België heeft met de Muntwet van 5 juni 1832 de gulden als betaalmiddel afgeschaft en de Belgische frank ingevoerd. Vanaf toen werd de Belgische Frank in Brussel geslagen en voorzien van een afbeelding dat verwees naar België of met daarop een portret met een Belgische Koning. Er zijn twee uitzonderingen waarvan het portret niet de koning was. Tijdens de Regentschap van Prins Karel werd het staatshoofd Prins Karel afgebeeld en op de 50 centiem vanaf 1952 een type Mijnwerker. 

### 1999
Artikel 10 van de Europese verordening nr. 974/98 van 3 mei 1998 bepaalt dat de eurobiljetten en euromunten vanaf 2002 de enige zijn die een wettig betaalkracht hebben in de lidstaten die deel uitmaken van de eurozone. Het munthuis start met het aanmunten en drukken van de euro.

### 2016
In 2016 sloeg de Koninklijke Munt een afbeelding van Liam Vanden Branden op muntstukken van twee euro, om aandacht te vragen voor diens verdwijningszaak.

### 2017
Eind 2017 stopte de Koninklijke Munt met het slaan van eigen munten. De laatste munten werden geslagen op maandag 23 oktober 2017. De Belgische euromuntstukken worden voortaan geslagen door de Koninklijke Nederlandse Munt in Utrecht. Dit munthuis was tot 26 januari 2024 eigendom van een Belgisch bedrijf: Heylen Group uit Herentals. De Belgische munten worden geslagen door een eigen muntmeester die een eigen muntmeesterteken hanteert.

## Gebouw
Het gebouw van de Koninklijke Munt van België ligt aan de Pachecolaan binnen de Brusselse Vijfhoek, tegenover het Rijksadministratief Centrum. Het werd van 1972 tot 1979 gebouwd naar een ontwerp van L. Beeck, F. De Coster, J. Faes en J. Van Meerbeek.

## Museum
In de Koninklijke Munt is het Koninklijke Munt van België Museum gevestigd. Dit museum toont onder andere de ateliers, maar ook een groot aantal in België geslagen munten.